# Florentin d'Arles
Florentin d'Arles (c.483-† 12 avril 553), l'un des saint Florentin, abbé ; l’Église catholique le célèbre le 12 avril, honoré à Arles le 21 mai.

## Biographie
Né vers 483 et premier abbé du monastère des Saints-Apôtres à Arles fondé en 547 par l'évêque saint Aurélien.
Son épitaphe en vers, sur son tombeau-reliquaire à l'église Sainte-Croix d'Arles, est un des plus anciens exemples chrétiens du genre. Cette épitaphe nous apprend que Florentin meurt le 12 avril 553, âgé de 70 ans, après avoir gouverné son monastère cinq ans et six mois. Son successeur est l'abbé Redemtus.
Son corps est transféré une première fois, 35 ans après sa mort, dans l'église Saint-Pierre[Laquelle ?], puis après la destruction de cette église, dans la nouvelle église Sainte-Croix qui succède au monastère des Saints-Apôtres. Cette nouvelle église conserve de nombreuses reliques de Florentin jusqu'à la Révolution.